# Jaunjelgavas novads
Jaunjelgavas novads was tussen 2009 en medio 2021 een gemeente in Selonië in het zuiden van Letland. Hoofdplaats was Jaunjelgava.
De gemeente ontstond in 2009 na een herindeling waarbij de stad Jaunjelgava en de landelijke gemeenten Daudzese, Sece, Sērene, Staburags en Sunākste werden samengevoegd.
In juli 2021 ging Jaunjelgavas novads, samen met Kokneses novads, Neretas novads, Pļaviņu novads, Skrīveru novads en de bestaande gemeente Aizkraukles novads, op in de nieuwe gemeente Aizkraukles novads.
Steden van de Republiek (republikas pilsētas):

Daugavpils · Jēkabpils · Jelgava · Jūrmala · Liepāja · Rēzekne · Riga · Valmiera · Ventspils

Gemeenten (novadi):

Aglona · Aizkraukle · Aizpute · Aknīste · Aloja · Alsunga · Alūksne · Amata · Ape · Auce · Ādaži · Babīte · Baldone · Baltinava · Balvi · Bauska · Beverīna · Brocēni · Burtnieki · Carnikava · Cēsis · Cesvaine · Cibla · Dagda · Daugavpils · Dobele · Dundaga · Durbe · Engure · Ērgļi · Garkalne · Grobiņa · Gulbene · Iecava · Ikšķile · Inčukalns · Ilūkste · Jaunjelgava · Jaunpiebalga · Jaunpils · Jēkabpils · Jelgava · Kandava · Kārsava · Kocēni · Koknese · Krāslava · Krimulda · Krustpils · Kuldīga · Ķegums · Ķekava · Lielvārde · Līgatne · Limbaži · Līvāni · Lubāna · Ludza · Madona · Mālpils · Mārupe · Mazsalaca · Mērsrags · Naukšēnu · Nereta · Nīca · Ogre · Olaine · Ozolnieki · Pārgauja · Pāvilosta · Pļaviņas · Preiļi · Priekule · Priekuļi · Rauna · Rēzekne · Riebiņi · Roja · Ropaži · Rucava · Rugāji · Rundāle · Rūjiena · Salacgrīva · Sala · Salaspils · Saldus · Saulkrasti · Sēja · Sigulda · Skrīveri · Skrunda · Smiltene · Stopiņi · Strenči · Talsi · Tērvete · Tukums · Vaiņode · Valka · Varakļāni · Vārkava · Vecpiebalga · Vecumnieki · Ventspils · Viesīte · Viļaka · Viļāni · Zilupe

- Library of Congress Control Number: no2010202940
- Nationale Bibliotheek van Letland: 000140508
- MusicBrainz: 80223d81-c6b8-4fdf-99c8-5a2f1ce4e39b
- Virtual International Authority File: 160915420